# Eduard Lotichius
Eduard Karl Ernst August Lotichius (* 11. November 1847 in St. Goarshausen; † 24. August 1908 ebenda) war ein deutscher Unternehmer und nationalliberaler Politiker. Er ist Sohn von Karl Lotichius.

## Leben
Nach dem Abschluss der höheren Schule in Hanau besuchte Lotichius die Universität Leipzig. Er promovierte zum Dr. phil. Danach war er lange Zeit in der Verwaltung der Fabrik seines Vaters und selbst als Fabrikant tätig. Später lebte er als Privatier.
Lotichius war vielfältig politisch engagiert. So war er unter anderem Mitglied im Kreisausschuss und Stadtverordneter. Er gehörte der nationalliberalen Partei an und war von 1882 bis 1908 Mitglied des preußischen Abgeordnetenhauses.
Als naturwissenschaftlich Interessierter hat er sich als Abgeordneter unter anderem für die bessere Ausstattung des Berliner Zoologischen Museums eingesetzt. Dabei sollte vor allem der Tierwelt der Kolonien besondere Aufmerksamkeit zukommen.